# ريجي كينغ
ريجي كينغ (بالإنجليزية: Reggie King)‏ مواليد 14 فبراير 1957 في برمنغهام، هو لاعب كرة سلة أمريكي سابق. بدأ مسيرته الاحترافية في سنة 1979. تم اختياره من قبل فريق سكرامنتو كينغز خلال الدرافت. حمل الرقم 51. يبلغ طوله 6 قدم 6 بوصة (2.0 م). لعب كرة السلة الجامعية في جامعة ألاباما. اعتزل اللعب في 1986. أحرز خلال مسيرته في الإن بي إيه 3898 نقطة بمعدل 8.9 نقاط في المباراة الواحدة.

## المسيرة الاحترافية
لعب مع سكرامنتو كينغز من سنة 1979 إلى 1983، ثم لعب مع سياتل سوبرسونيكس من سنة 1983 إلى 1985، ثم لعب مع فيولا ريدجو كالابريا في الدوري الإيطالي في موسم 1985–1986.

## روابط خارجية
- ريجي كينغ على موقع إن بي أي (الإنجليزية)
- ريجي كينغ على موقع سبورتس رفرنس (الإنجليزية)
- ريجي كينغ على موقع كلية كرة السلة في سبورتس رفرنس.كوم (الإنجليزية)
- ريجي كينغ على موقع ريلجم (الإنجليزية)
- ريجي كينغ على موقع بروبوليرز (الإنجليزية)